# 幸運☆星
《幸運☆星》（らき☆すた）是美水鏡以四格漫畫形式創作的日本漫畫作品。於《Comptiq》（角川書店）2004年1月號開始連載，另外也在《少年ACE》等雜誌上連載（參見連載雜誌）。
原本不是預定連載的作品，而是填滿雜誌空頁的應急作；但受到廣大的歡迎，因而正式開始連載。并改編为電子遊戲及電視動畫。

## 概要
- 2005年8月24日發售廣播劇CD。接著於2005年12月1日發售《幸運☆星 可愛少女學園》任天堂DS遊戲，續作為2007年的《真・幸運☆星 可愛少女學園~啟程~》任天堂DS遊戲，並在2008年推出第一款在PlayStation 2平台上的遊戲《幸運☆星 ~陵櫻学園 櫻藤祭~》。在2006年10月也公佈由京都動畫製作電視動畫版，OVA則是在2008年以DVD型式發售。

- 《天漫》2012年1月號宣佈天聞角川將在中国大陆推出單行本並於同年3月號起與日本同步連載[3][4]。

## 故事簡介
描寫日本埼玉縣的陵櫻高中裡面的幾位普通的高中女生，她們平常的悠閒生活（不包括戀愛要素）。連載開始時，主要的四位登場人物都是高中一年級學生。目前她們已讀大學。

## 舞台
陵櫻學園高中部
此方等人就讀的學校，以作者的母校（春日部共榮高等學校）為原型。一共有十三個班級。
女生的夏季制服是淺藍色，冬天則是紅色系的水手服（与《To Heart》中的女生校服只有领口装饰上的差异），其上衣背部下摆有蝴蝶结装饰。男生則是立領學生服。
雖然有游泳池，但沒有游泳課。
入學考試的結果不公佈在學校內，而是直接寄送到考生的家中。
柊家
鷹宮神社（動畫版是以埼玉縣北葛飾郡鷲宮町（現・久喜市鷲宮）的鷲宮神社為雛形）。
使用舊型的黑色電話機。與無線電話和來電顯示無緣。（注：服務開始當初有推出轉接器讓黑色電話機也可以使用來電顯示服務，但是現在已經停止販售）
秋葉原

日本最常聚集御宅族之地，此方常常來這裡的GAMERS和Animate購物。另外，此方也在這裡的某家Cosplay咖啡廳打工。
攝影棚

Lucky Channel的錄製現場。主持就是小神晶。有兩代助手，分別為白石稔和小野大輔。
在動畫第21話中，白石稔終於不能忍受小神晶的黑暗一面和小野大輔搶去他助手之位，終於失控，結果錄製現場混亂，桌子、椅子被打翻，佈景板被破壞。

## 出版書籍

### 連載雜誌
在以下雜誌以及手機網站刊載。
- Comptiq（月刊，由2004年1月號開始連載）
- 少年ACE（月刊，2004年8月號 - 2006年5月號連載）
- CompAce（季刊（現已改為月刊），由創刊號開始連載，從以前刊載的「Ace桃組」雜誌中繼承連載）
- Newtype（月刊，在遊戲專欄「戲遊畫」中刊載）
- Dragon Magazine（月刊，由2005年6月號至2006年5月號在雜誌內的4格漫畫專欄刊載）
- From Gamers（Gamers的免費情報月刊雜誌，由2004年12月號開始以不定期形式刊載「出差版」）
- Mobile Newtype（Newtype雜誌的手機網站，刊載每一個月的新作）
- 角川HotLine（主要向書店提供的情報雜誌（非賣品），以介紹同社的話題書籍的形式每月以彩色印刷刊載一回（即一個4格））
- Marcross Ace（2009年 vol.003）
- 埼玉新聞（从2009年開始不定期刊載）
- 天漫（中国大陆月刊，2012年3月號開始連載）

### 單行本
單行本日本累計銷售量已突破300萬本。
| 冊數 | 角川書店                                         | 角川書店                                                          | 台灣角川      | 台灣角川               | 天聞角川      | 天聞角川               |
| 冊數 | 發售日期                                         | ISBN                                                              | 發售日期      | ISBN                   | 發售日期      | ISBN                   |
| ---- | ------------------------------------------------ | ----------------------------------------------------------------- | ------------- | ---------------------- | ------------- | ---------------------- |
| 1    | 2005年1月6日                                     | ISBN 978-4-04-853806-0                                            | 2007年1月3日  | ISBN 978-986-174-222-9 | 2012年3月20日 | ISBN 978-7-5406-8995-7 |
| 2    | 2005年8月5日                                     | ISBN 978-4-04-853903-6                                            | 2007年2月27日 | ISBN 978-986-174-275-5 | 2012年5月5日  | ISBN 978-7-5406-9012-0 |
| 3    | 2006年7月5日                                     | ISBN 978-4-04-853978-4                                            | 2007年4月25日 | ISBN 978-986-174-326-4 | 2012年7月5日  | ISBN 978-7-5406-9114-1 |
| 4    | 2007年4月5日                                     | ISBN 978-4-04-854095-7                                            | 2007年8月15日 | ISBN 978-986-174-441-4 | 2012年9月5日  | ISBN 978-7-5406-9113-4 |
| 5    | 2007年9月5日                                     | ISBN 978-4-04-854125-1                                            | 2008年2月18日 | ISBN 978-986-174-599-2 | 2013年3月20日 | ISBN 978-7-5356-6083-1 |
| 6    | 2008年9月5日                                     | ISBN 978-4-04-854212-8                                            | 2009年4月28日 | ISBN 978-986-237-015-5 | 2013年5月20日 | ISBN 978-7-5356-6193-7 |
| 7    | 2009年10月8日                                    | ISBN 978-4-04-854383-5                                            | 2010年4月15日 | ISBN 978-986-237-560-0 | 2013年7月20日 | ISBN 978-7-5356-6299-6 |
| 8    | 2010年10月7日                                    | ISBN 978-4-04-854546-4                                            | 2011年3月30日 | ISBN 978-986-287-112-6 | 2013年9月1日  | ISBN 978-7-5356-6497-6 |
| 9    | 2011年12月19日                                   | ISBN 978-4-04-120039-1                                            | 2012年5月26日 | ISBN 978-986-287-738-8 | 2013年11月1日 | ISBN 978-7-5356-6645-1 |
| 10   | 2013年10月26日（限定版） 2013年11月9日（通常版） | ISBN 978-4-04-120758-1（限定版） ISBN 978-4-04-120906-6（通常版） | 2014年5月20日 | ISBN 978-986-325-943-5 |               |                        |

### 小說
- らき☆すた ゆるゆるでいず
著：待田堂子；ISBN 978-4-04-474201-0

### 廣播劇CD
《幸運☆星》的廣播劇CD於2005年8月24日由Frontier Works發售。

### 其他書籍
幸運☆星 官方導覽書 陵櫻學園入學手冊
- 日文版：ISBN 978-4-04-854124-4 2007年8月25日发行。
中文版：ISBN 978-986-237-639-3 2010年5月21日發售。

幸運☆星家教班 化學 [理論篇]
- 作者：松原隆志（河合塾講師）；插畫：美水鏡

幸運☆星 歡樂漫畫吧 ～Brilliant Star～
- 參加作者：とりしも、KEI、茨乃、池上茜、武蔵屋長元坊、華師、倖野すず、あかりりゅりゅ羽、凪庵、椎名夕弥、ゆ～のす、ひぐちきみこ、かんきりこ、あおいまなぶ、大川ぶくぶ、タカトウアユミ、酒菜屋なかさ、俺と海、杜講一郎＆さくらあかみ

幸運☆星 歡樂漫畫吧 ～Lucky Spiral～
- 參加作者：鈴平ひろ、畑健二郎、ちこたむ、ヒライユキオ、かんきりこ、逸架ぱずる、笠野なつみ、伊藤大育、稍日向、RikaON 、酒菜屋なか、さてっけんとう、竹內元紀、ハルシオン、MIKOTO、SAA、吉沢綠時、久松ゆのみ、高野うい、甚六、森崎くるみ

幸運☆星 歡樂漫畫吧 ～Lucky Turn～
- 參加作者：七尾奈留、池上茜、駒都えーじ、ぽよよん★ろっく、杜講一郎＆さくらあかみ、龍牙翔、京極しん、しゅーかんきりこ、霧賀ユキ、歩鳥、高野うい、神楽坂まな、南條ハル、ノあづまゆき、タカトウアユミ

幸運☆星 迷你女孩口袋之旅
- 原作：美水鏡；漫畫：あかりりゅりゅ羽

## 電視動畫
自2007年4月8日起於以下電視台播放。

### 工作人員
- 原作、構成協力、角色原案：美水鏡
- 企劃：井上伸一郎
- 製作總指揮：安田猛、八田陽子、川野正雄、酒匂暢彦
- 企劃總監：伊藤敦、八田英明
- 助理製片：鈴木智子、武智恒雄、中嶋嘉美（BIG SHOT）、室市剛人（BIG SHOT）
- 動畫總監：大橋永晴
- 導演：山本寬（1～4話）、武本康弘（5話開始）[6]
- 系列構成：待田堂子
- 人物設計、總作畫指導：堀口悠紀子
- 美術指導：
- 色彩設計：下浦亞弓
- 攝影指導：高尾一也
- 剪接：重村健吾（スタジオごんぐ）
- 設定：高橋博行
- 音響總監：鶴岡陽太
- 原創音樂：神前曉（モナカ）
- 音樂監製：齋藤滋（Lantis）
- 音樂製作：Lantis
- 動畫製作：京都動畫株式會社
- 出品：（Lucky Paradise）（角川書店、京都動畫、角川娛樂、The Klock Worx Company.）

### 主題曲
片頭曲
- （拿去吧！水手服）
  - 作詞：畑亞貴
  - 作曲/編曲：神前曉（モナカ）
  - 歌：泉此方（平野綾），柊鏡（加藤英美里），柊司（福原香織），高良美幸（遠藤綾）
  - 2007年5月23日發售，發行首日即登上oricon音樂公信排行榜第3名，首週銷售量第2名。2007年尾，更在日本ORICON年終榜-單曲榜100位中登上第40位[7]。

片尾曲
第一至十二話的片尾曲是以此方、鏡、司、美幸等四人在唱卡拉OK時的形式播出，故每一集皆不同。片尾曲的順序即是他們在卡拉OK的唱歌順序。暫稱『幸運☆星 片尾主題曲廣播劇』的CD於2007年7月11日發售。
十三話以後之片尾曲改成實寫影片，13~15及17~24話的片尾由白石以十分不正經的唱歌方式與小神晶（今野宏美）、柊司（福原香織）共同演出，16話則由小神晶（今野宏美）穿上和服演出。而第二版的CD「TVアニメ『らき☆すた』後半エンディングテーマ集 白石みのるの男のララバイ」也於2007年10月10日發售。
| 話數 | 曲名                    | 原歌手                                                                  | 作詞                                                           | 作曲                                                           | 歌(演出者)                                                              | 作品名                                       | 年份       |
| ---- | ----------------------- | ----------------------------------------------------------------------- | -------------------------------------------------------------- | -------------------------------------------------------------- | ----------------------------------------------------------------------- | -------------------------------------------- | ---------- |
| 1    | 宇宙铁人天地双龙        | 佐佐木功 こおろぎ'73                                                    | 石之森章太郎                                                   | 菊池俊輔                                                       | 泉此方（平野綾）                                                        | 宇宙铁人天地双龙                             | 1976年     |
| 2    |                         | 水木一郎                                                                | 石之森章太郎                                                   | 渡邊宙明                                                       | 泉此方（平野綾）                                                        | 伏魔三剑侠                                   | 1975年     |
| 3    |                         | 下川美娜                                                                | 下川美娜                                                       | SIN                                                            | 泉此方（平野綾）                                                        | 驚爆危機？校園篇                             | 2003年     |
| 4    | 水手服與機關槍          | 藥師丸博子 長澤雅美                                                     |                                                                | 來生孝夫                                                       | 柊鏡（加藤英美里）                                                      | 水手服與機關槍                               | 1981年     |
| 5    | CHA-LA HEAD-CHA-LA      | 影山浩宣                                                                | 森雪之丞                                                       | 清岡千穗                                                       | 泉此方（平野綾）                                                        | 七龍珠Z                                      | 1989年     |
| 6    |                         | 國生小百合                                                              | 秋元康                                                         | 瀨井廣明                                                       | 柊司（福原香織）                                                        | 月曜ドラマランド                             | 1986年     |
| 7    | 地上之星／车前灯·车尾灯 | 中島美雪                                                                | 中島美雪                                                       | 中島美雪                                                       | 高良美幸（遠藤綾）                                                      | ProjectX~挑戰者們~                           | 2000年     |
| 8    | Monkey Magic            | ゴダイゴ                                                                | 奈良橋陽子                                                     | タケカワユキヒデ                                               | 泉此方（平野綾）                                                        | 西遊記                                       | 1978年     |
| 9    | 寒風中的擁抱            | 小泉今日子                                                              | 高見澤俊彥                                                     | 高見澤俊彥                                                     | 泉此方（平野綾）                                                        |                                              | 1986年     |
| 10   | I'm proud               | 華原朋美                                                                | 小室哲哉                                                       | 小室哲哉                                                       | 柊鏡（加藤英美里）                                                      | "I'm proud" 單曲CD                           | 1996年     |
| 11   | 哆啦A夢之歌             | 大杉久美子                                                              | 楠部工                                                         | 菊池俊輔                                                       | 柊司（福原香織） 高良美幸（遠藤綾）                                     | 哆啦A夢                                      | 1979年     |
| 12   | 去吧！神人              | 水木一郎                                                                | 藤公之介                                                       | 山下毅雄                                                       | 泉此方（平野綾）                                                        | 去吧！神人                                   | 1972年     |
| 12   |                         | ZARD                                                                    | 坂井泉水                                                       | 織田哲郎                                                       | 泉此方（平野綾） 柊鏡（加藤英美里） 柊司（福原香織） 高良美幸（遠藤綾） | 白鳥麗子                                     | 1993年     |
| 13   |                         | 谷口（白石稔） （※情感歌謠的樂曲）                                      | 白石稔                                                         | 白石稔                                                         | 白石稔                                                                  | 涼宮春日的憂鬱                               | 2006年     |
| 14   | 晴天愉快                | 涼宮春日（平野綾） 長門有希（茅原實里） 朝比奈實玖瑠（後藤邑子）        | 畑亞貴                                                         | 田代智一                                                       | 白石稔                                                                  | 涼宮春日的憂鬱                               | 2006年     |
| 15   |                         | 原: 朝比奈實玖瑠（後藤邑子）                                            | 原作詞：涼宮春日（山本寬） 新版：白石稔                        | 涼宮春日（神前曉）                                             | 白石稔                                                                  | 涼宮春日的憂鬱                               | 2006年     |
| 16   | 三十路岬                | 原創 （※演歌的樂曲）                                                    | 畑亞貴                                                         | 神前曉                                                         | 小神晶（今野宏美）                                                      | 原創 らっきー☆ちゃんねる-陵桜学園放課後の机- | 2007年     |
| 17   |                         | 泉此方（平野綾） 柊鏡（加藤英美里） 柊司（福原香織） 高良美幸（遠藤綾） | 原作詞：畑亞貴 新版：白石稔                                    | 神前曉                                                         | 白石稔 今野宏美 福原香織                                                | 本作                                         | 2007年     |
| 18   |                         | 原創 （※J-POP的樂曲）                                                   | 白石稔                                                         | 白石稔                                                         | 白石稔 福原香織                                                         | 原創                                         | 2007年     |
| 19   |                         | 原創 （※演歌的樂曲）                                                    | 白石稔                                                         | 白石稔                                                         | 白石稔                                                                  | 原創                                         | 2007年     |
| 20   |                         | 原創 （※乡裕美《お嫁サンバ》的樂曲）                                    | 白石稔                                                         | 白石稔                                                         | 白石稔                                                                  | 原創                                         | 2007年     |
| 21   |                         | 原創 （※特攝主題曲的樂曲）                                              | 白石稔                                                         | 白石稔                                                         | 白石稔                                                                  | 原創                                         | 2007年     |
| 22   |                         | 原創 （※乡村音乐的樂曲）                                                | 白石稔                                                         | 白石稔                                                         | 白石稔 今野宏美 福原香織                                                | 原創                                         | 2007年     |
| 22   |                         | （白石稔在第13, 14, 15, 17, 19, 21, 22話所演唱的片尾曲的混合）          | （白石稔在第13, 14, 15, 17, 19, 21, 22話所演唱的片尾曲的混合） | （白石稔在第13, 14, 15, 17, 19, 21, 22話所演唱的片尾曲的混合） | 白石稔                                                                  | （不適用）                                   | （不適用） |
| 23   |                         | 無                                                                      | 無                                                             | 神前曉                                                         | 白石稔 今野宏美                                                         | 涼宮春日的憂鬱                               | 2006年     |
| 24   | 愛はブーメラン          | 松谷祐子                                                                | 三浦德子                                                       | 松田良                                                         | 白石稔                                                                  | 福星小子2：綺麗夢中人                        | 1984年     |

插曲
- Gravity（動畫第6話模仿頭文字D的背景音樂）
  - 歌：M.O.E.V.

### 各話列表
各話標題取自漫畫的四格漫畫標題，和當集內容沒有絕對關係。
| 話數 | 標題（日文） | 標題（普威爾發行）   | 標題（亞洲電視）     | 編劇            | 分鏡                        | 演出                        | 作畫監督                     | 下週預告 旁白角色                       |
| ---- | ------------ | -------------------- | -------------------- | --------------- | --------------------------- | --------------------------- | ---------------------------- | --------------------------------------- |
| 1    |              | 狂奔的女人           | 狂奔的女生           | 待田堂子        | 山本寛                      | 山本寛                      | 堀口悠紀子                   | 泉此方                                  |
| 2    |              | 努力與結果           | 努力與結果           | 待田堂子        | 山本寛                      | 高雄統子                    | 西屋太志                     | 柊鏡                                    |
| 3    |              | 形形色色的人們       | 各式各樣的人         | 待田堂子        | 吉岡忍                      | 吉岡忍                      | 池田晶子                     | 柊司                                    |
| 4    |              | 幹勁的有無           | 幹勁的問題           | 山本寛          | 石立太一                    | 石立太一                    | 米田光良                     | 高良美幸                                |
| 5    |              | 神射手               | 名射手               | 賀東招二        | 石原立也                    | 石原立也                    | 荒谷朋惠                     | 泉此方                                  |
| 6    |              | 夏天的例行節目       | 夏天的例行活動       | 荒谷朋惠        | 武本康弘                    | 武本康弘                    | 植野千世子                   | 柊鏡                                    |
| 7    |              | 印象                 | 形象                 | 岡部優子        | 三好一郎 門脇聰（演出助理） | 三好一郎 門脇聰（演出助理） | 門脇聰                       | 柊司                                    |
| 8    |              | 即使不是我也很旺盛喔 | 即使不是我也依然熱鬧 | 村元克彦        | 高雄統子                    | 高雄統子                    | 西屋太志                     | 高良美幸                                |
| 9    |              | 這種感覺             | 那種感覺             | 待田堂子        | 吉岡忍                      | 吉岡忍                      | 池田晶子 高橋真梨子 （助理） | 泉此方                                  |
| 10   |              | 願望                 | 願望                 | 山本寛          | 石立太一                    | 石立太一                    | 高橋博行                     | 柊鏡                                    |
| 11   |              | 過平安夜的各種方法   | 渡過聖夜的各種方法   | 岡部優子        | 石原立也                    | 石原立也                    | 池田和美                     | 柊司                                    |
| 12   |              | 一起去祭典吧         | 往祭典進發           | 賀東招二        | 武本康弘                    | 北之原孝将                  | 植野千世子                   | 高良美幸                                |
| 13   |              | 美味的日子           | 美味的日子           | 待田堂子        | 荒谷朋惠                    | 荒谷朋惠                    | 堀口悠紀子 坂本一也 （助理） | Keroro Tamama Giroro                    |
| 14   |              | 同一個屋簷下         | 同一屋簷下           | 荒谷朋惠        | 三好一郎                    | 三好一郎                    | 門脇聰                       | 小早川優 岩崎南                         |
| 15   |              | 一時變不過來         | 一時之間不能改變     | 岡部優子        | 高雄統子                    | 高雄統子                    | 西屋太志                     | 柊家（父親忠雄 母親美紀 長女祈 二女祀） |
| 16   |              | 循環                 | 環                   | 村元克彦        | 吉岡忍                      | 吉岡忍                      | 池田晶子                     | 阿虛 長門有希                           |
| 17   |              | 名正言順             | 太陽之下             | 待田堂子        | 石立太一                    | 石立太一                    | 高橋博行                     | 白石稔 兄澤命斗                         |
| 18   |              | 十個人十個樣         | 十人十色             | 待田堂子        | 山本寛 武本康弘             | 三好一郎                    | 多田文男 秋竹齊一 （助理）   | 田村日和 帕特莉西亞‧馬汀                |
| 19   |              | 二次元的本質         | 二次元體現著本質     | 荒谷朋惠        | 荒谷朋惠                    | 荒谷朋惠                    | 荒谷朋惠                     | 黑井奈那子 成實唯                       |
| 20   |              | 渡過夏天的方法       | 渡過夏日的方法       | 岡部優子        | 坂本一也                    | 坂本一也                    | 坂本一也                     | 日下部美紗緒 峰岸綾乃                   |
| 21   |              | 潘朵拉的盒子         | 潘朵拉的盒子         | 村元克彥        | 門脇聰                      | 門脇聰                      | 植野千世子                   | 小神晶 小野大輔                         |
| 22   |              | 在這裡的彼方         | 這裡的彼方           | 賀東招二        | 高雄統子                    | 高雄統子                    | 西屋太志                     | 泉總次郎 泉彼方                         |
| 23   |              | 微妙的那條線         | 微妙的線             | 山本寬 待田堂子 | 吉岡忍                      | 吉岡忍                      | 池田晶子                     | 柊鏡 一群工作人員                       |
| 24   |              | 未定                 | 未定                 | 美水鏡          | 武本康弘 石立太一           | 武本康弘 石立太一           | 堀口悠紀子                   | 無                                      |

### 播放電視台

#### 日本国内
日本深夜動畫：下文記載的日本国内播放時間使用日本標準時間（UTC+9）表示。因為部分時間标识會採用30小时制，因此請留意这类超过24:00的时间，其實際播放時間為翌日清晨。
| 播放電視台     | 播放日期              | 播放時間（UTC+9）                        |
| -------------- | --------------------- | ---------------------------------------- |
| 千葉電視台     | 2007.4.8 - 2007.9.16  | 星期日 24:00～24:30（星期一 0:00～0:30） |
| 埼玉電視台     | 2007.4.8 - 2007.9.16  | 星期日 25:30～26:00（星期一 1:30～2:00） |
| 熊本放送       | 2007.4.8 - 2007.9.16  | 星期日 26:20～26:50（星期一 2:20～2:50） |
| 神奈川電視台   | 2007.4.9 - 2007.9.17  | 星期一 25:15～25:45（星期二 1:15～1:45） |
| 京都放送       | 2007.4.9 - 2007.9.17  | 星期一 25:30～26:00（星期二 1:30～2:00） |
| TVQ九州放送    | 2007.4.9 - 2007.9.17  | 星期一 25:53～26:23（星期二 1:53～2:23） |
| 新潟放送       | 2007.4.9 - 2007.9.17  | 星期一 25:55～26:25（星期二 1:55～2:25） |
| 北海道電視台   | 2007.4.9 - 2007.9.17  | 星期一 26:00～26:30（星期二 2:10～2:40） |
| 廣島HOME電視台 | 2007.4.9 - 2007.9.17  | 星期一 26:16～26:46（星期二 2:16～2:46） |
| SUN電視台      | 2007.4.10 - 2007.9.18 | 星期二 24:00～24:30（星期三 0:00～0:30） |
| 東北放送       | 2007.4.10 - 2007.9.18 | 星期二 26:00～26:30（星期三 2:00～2:30） |
| 東京都會電視台 | 2007.4.11 - 2007.9.19 | 星期三 25:30～26:00（星期四 1:30～2:00） |
| 岩手可愛電視台 | 2007.4.11 - 2007.9.19 | 星期三 25:38～25:08（星期四 1:38～2:08） |
| 愛知電視台     | 2007.4.11 - 2007.9.19 | 星期三 26:28～26:58（星期四 2:28～2:58） |
| 靜岡電視台     | 2007.4.12 - 2007.9.20 | 星期四 26:35～27:05（星期五 2:35～3:05） |
| 瀨戶內海放送   | 2007.4.14 - 2007.9.22 | 星期六 26:00～26:30（星期日 2:00～2:30） |

#### 海外播放
- 香港

亞洲電視本港台於2009年1月31日至7月4日，逢星期六、日17:00-17:30播映，逢賽馬日停播。
- 台湾

Animax于2011年4月5日至5月6日，每周一至周五18:30-19:00播放。

## OVA
於2008年9月26日發售。標題為，其中OVA指的是「（原創視覺動畫）」。

## 軼聞

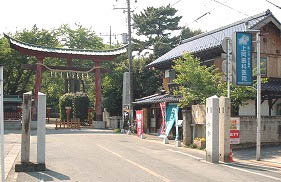
鷲宮神社

本作播出後，片頭中小鏡登場的鷲宮神社在劇中設定成是柊家的神社，爾後參訪鷲宮神社的人突然多起來，令鷲宮神社附近的居民一時之間變得緊張兮兮。最後鷲宮神社也利用聖地巡禮之名，在鷲宮神社旁的店家賣起了一些《幸運☆星》的紀念品招攬顧客。
由於柊家採用了鷲宮神社為背景，也意外造成了當地觀光收入大增，2008年元旦初詣開始的一個月內造成了2000萬日元以上的觀光收入，所以鷲宮町町長決定於2008年4月7日，柊家一家人將成為鷲宮町的一員，並發給「特別住民票 （页面存档备份，存于）」證書（頒發給虛擬人物的一種表揚狀，類似給虛擬人物的戶口名簿或身分證之類的特別證書），由此可知柊家對當地帶來的影響力。2012年1月1日，作者美水鏡更是親自參拜了鷲宮神社，并獻上了親自繪製的繪馬，當日的參拜者就達到47萬之多。
另外，因為作者的筆名（名字和劇中的女角之一小鏡（かがみ）同名）、自畫像、作畫風格以及對角色描繪的細膩程度，使不少讀者把作者聯想成女性。其男性身分曾在日本和臺灣網路上引發一陣討論。
而其片頭曲CD預定於2007年5月23日發售，但完整版片頭曲早在5月15日開始在網絡上流傳。

## 外部連結
- 電視動畫官方網站 （页面存档备份，存于）（日語）
- （有詳細資訊的愛好者網站）（日語）
- 電視動畫《幸運☆星》的 Wiki（日語）